# Reghin
Reghin (maďarsky Szászrégen, německy Sächsisch Regen) je město v Rumunsku v župě Mureș. Nachází se v Sedmihradsku u břehu řeky Mureș, do které zde ústí řeka Gurghiu, asi 30 km severovýchodně od města Târgu Mureș, 99 km východně od Kluže a asi 359 km severozápadně od Bukurešti. V roce 2011 žilo ve městě 33 281 obyvatel, Reghin je tak druhým největším městem župy Mureș.
K městu náleží od roku 1956 vesnice Apalina a Iernuțeni. Procházejí zde hlavní silnice DN15 a DN16. Ve městě se nachází velké množství kostelů zastupujících římskokatolickou, řeckokatolickou, protestantskou i pravoslavnou církev.
Oficiálně město vzniklo v roce 1926 sjednocením dvou měst – Szászrégen (obydleného sedmihradskými Sasy) a Magyarrégen (obydleného Maďary). Poprvé však bylo zmíněno již v roce 1228 v chartě uherského krále Ondřeje II. jako Regun.
Většinu obyvatel (66,81 %) tvoří Rumuni, ale také zde žije významná maďarská menšina, která tvoří více než čtvrtinu obyvatel, a romská menšina zastoupená asi dvěma tisíci obyvateli města. Před druhou světovou válkou ve městě také žilo velké množství Židů, kteří byli v roce 1944 přesunuti do ghetta v místní cihelně a asi šest tisíc jich bylo deportováno do koncentračního tábora v Osvětimi. Po roce 1947 asi 820 přeživších znovu vytvořilo ve městě židovskou komunitu, která postupně ubývala vzhledem k emigraci do Izraele i jiných zemí.